# Cachoeira do Monjolo
Cachoeira do Monjolo é uma queda-d'água brasileira, situada no pico do Monjolo, no município de Magé, no estado do Rio de Janeiro.
É o principal atrativo do pico, e compõe-se de três principais quedas e piscinas naturais formadas logo após estes saltos. A estreita trilha de acesso às Cachoeiras do Monjolo já se identifica como um atrativo de grande beleza natural, toda circundada por mata fechada onde se destacam árvores de grande porte e muitas espécies de plantas trepadeiras.